# Московская антидопинговая лаборатория
Московская антидопинговая лаборатория (официально — ФГБУ «Антидопинговый центр») — российская аналитическая и химико-токсикологическая лаборатория, специализирующаяся на выявлении допинга. Деятельность приостановлена с января 2020 года, 9 октября 2021 года WADA отозвало аккредитацию антидопинговой лаборатории.

## История
Антидопинговая лаборатория была создана приказом Минздрава и Госкомспорта СССР в 1971 году при ВНИИФК в Москве. Первым заведующим лаборатории был Алексей Иванович Шаев. Затем многолетним руководителем лаборатории был Виталий Александрович Семёнов. Аккредитацию от МОК и право проводить анализы проб, взятых на крупнейших мировых соревнованиях, включая Олимпийские игры, лаборатория получила 7 июля 1980 года.
В 2005 году исполняющим обязанности директора Московской антидопинговой лаборатории стал Григорий Михайлович Родченков. 6 июля 2006 года Г. М. Родченков был назначен директором этой организации. Он оставался в этой должности вплоть до 11 ноября 2015 года, когда вследствие допингового скандала был вынужден подать в отставку.
До декабря 2015 года лаборатория существовала в форме федерального государственного унитарного предприятия (ФГУП), в декабре 2015 года преобразована в федеральное государственное бюджетное учреждение, учредителем которого является Министерство спорта.
11 октября 2016 года президент России Владимир Путин на заседании Совета по развитию физической культуры и спорта сообщил, что в системе управления Московской антидопинговой лаборатории запланированы изменения, при этом координировать работу лаборатории будет Московский государственный университет (МГУ). Позднее руководитель Московской антидопинговой лаборатории Марина Дикунец сообщила, что организация официально будет передана новому учредителю — МГУ — в начале ноября.

## Деятельность
Перед Олимпийскими играми в Сочи лаборатория стала одной из лидирующих лабораторий по числу проанализированных проб среди всех лабораторий, аккредитованных Всемирным антидопинговым агентством (WADA). Так, в 2012 и 2013 годах Московская антидопинговая лаборатория по числу проанализированных проб занимала первое место в мире среди всех 34 антидопинговых лабораторий, аккредитованных WADA.

### Сочинская лаборатория
Для допинг-контроля на Зимних Олимпийских игр 2014 года была организована сателлитная антидопинговая лаборатория в Сочи, которая управлялась персоналом московской антидопинговой лаборатории. В частности, директором сочинской лаборатории являлся тогдашний директор московской лаборатории Г. М. Родченков. В лаборатории работало 50 отечественных и 25 иностранных специалистов, включая независимых наблюдателей. В период Игр лаборатория провела анализ более 2500 проб мочи и почти 600 проб крови.

## Допинговый скандал
В декабре 2014 года немецкое телевидение ARD продемонстрировало серию документальных фильмов, снятых журналистом Хайо Зеппельтом и посвящённых многочисленным нарушениям антидопинговых правил российскими легкоатлетами. В связи с этим в январе 2015 года Всемирное антидопинговое агентство (ВАДА) приняло решение о проведении расследования. По результатам этого расследования 9 ноября 2015 года независимая комиссия ВАДА представила доклад, в котором, в частности, обвинила директора лаборатории Г. М. Родченкова в умышленном уничтожении в сентябре 2015 года более тысячи проб с целью сокрытия применения допинга российскими спортсменами. Комиссия также обнаружила, что московская антидопинговая лаборатория оказалась зависимой в своей оперативной деятельности от РУСАДА и Министерства спорта, а органы государственной безопасности прямо вмешивались в её работу. Выявленные в процессе расследования факты, по мнению комиссии, должны вести к незамедлительному увольнению Родченкова с поста директора лаборатории, а деятельность лаборатории должна быть приостановлена. В ноябре 2015 года Г. М. Родченков подал в отставку с поста директора лаборатории, деятельность лаборатории была остановлена.
В декабре 2015 года указом председателя правительства РФ Д. А. Медведева лаборатория преобразована в федеральное государственное бюджетное учреждение, учредителем которого является Министерство спорта.
15 апреля 2016 года лаборатория была лишена аккредитации ВАДА. 20 мая 2016 года лаборатория была частично восстановлена в правах и получила от ВАДА аккредитацию на взятие анализов крови.
В декабре 2019 года Всемирное антидопинговое агентство выложило в открытый доступ полный отчёт комитета по соответствию под руководством Джонатана Тэйлора о манипуляциях с электронной базой данных Московской антидопинговой лаборатории (LIMS), в котором говорится, что в день приезда экспертов 17 декабря 2018 года муж директора Московской лаборатории Елены Мочаловой системный администратор Евгений Мочалов выставил в LIMS дату 12 ноября 2015 года — за пять дней до бегства в США бывшего директора лаборатории Григория Родченкова. Затем он удалил ряд файлов, созданных после этой даты, а также информацию об этих изменениях, оставшуюся в журнале операций. 8 января 2019 года Мочалов удалил из LIMS 632 файла с данными и их копии, создававшиеся в результате автоматических сохранений. Для этого он установил в системе дату 23 мая 2015 года, а затем, в попытке вернуться в правильную дату (8 января), он ошибся и вместо 08/01/2019 ввёл 01/08/2019 в формате, принятом в США, в результате чего система оказалась датирована ещё не наступившим 1 августа 2019 года. Всего с 1 по 9 января 2019 года из LIMS было удалено 19 982 файла, полностью исчезли копии данных за 2008—2011 годы, были скрыты положительные результаты проб у 145 спортсменов. Обвинения в нарушениях антидопинговых правил получили 47 спортсменов — 41 штангист, два биатлониста, один борец, два тхэквондиста и один гребец.
3 декабря 2019 года министр спорта России Павел Колобков заявил, что Россия не соглашалась с обвинениями в причастности Евгения Мочалова к изменениям в базе данных московской антидопинговой лаборатории.

## Научные достижения
Сотрудников лаборатории в 2012 и 2015 годах наградили призом имени Манфреда Донике, который присуждается за большой научный вклад в борьбу с допингом и означает международное признание высокого уровня проведённых исследований.
В 2012 году сотрудника лаборатории Тимофея Соболевского наградили за фундаментальные исследования долгоживущих метаболитов анаболических стероидов. В результате исследований Соболевского применение анаболических стероидов стало практически бессмысленным, так как период их обнаружения составил три-шесть месяцев, что существенно превышает продолжительность анаболического эффекта.
В 2015 году лауреатом стал Григорий Кротов, которого наградили за исследования по анализу пептидного допинга, структурных особенностей нового эритропоэзстимулирующего препарата EPO-Fc и определению активных метаболитов, обладающих сродством к рецепторам гормона роста.